# Херринг, Ричард
Ри́чард Кит Хе́рринг (англ. Richard Keith Herring, 12 июля 1967, Поклингтон, Ист-Райдинг-оф-Йоркшир, Англия) — английский писатель, актёр и стендап комик. Автор и соавтор более двенадцати книг.

## Биография
Ричард Херринг родился в Поклингтон, Восточный Йоркшир, и вырос в Чеддер, графство Сомерсет. Учился в школе, где директором был его отец. Позже, это событие ляжет в основу одного из его выступлений — «Сын директора».
Херринг жертвовал деньги благотворительному фонду Scope с 2003 года. В 2012 году стал одним из его покровителей. Так же участвует в других благотворительных акциях, собирая пожертвования на своих выступлениях. В 2011 году был номинирован на Just Giving Life Time Achievement Award, за его большой вклад в оказании помощи Scope.
В 2010 году стал заслуженным сторонником Британской гуманистической ассоциации.

## Личная жизнь
Был в отношениях с Джулией Савалией. В апреле 2012 года женился на актрисе Кетрин Уилкинс. Их дочь Фиби Херринг родилась в феврале 2015 года.

## Карьера
Херринг начинал свою карьеру комика в дуете с Стюартом Ли. Дуэт Lee and Herring получил признание и симпатию со стороны BBC, что построило крепкий фундамент для дальнейшей работы в жанре комедии. В свои номера комики воплощали две контрастные личности: один интеллектуальный и рациональный (Ли), а другой ненормальный и очаровательный (Херринг). В основном Ли и Херринг появлялись на BBC Radio 4, иногда на телевидении в качестве адаптированных юмористических номеров. В 1992 и 1993 году они написали и исполнили Lionel Nimrod's Inexplicable World для BBC Radio 4. Для BBC Radio 1, они написали и исполнили шоу Fist of Fun, которое в 1995 было переделано для телевидения. В 2011 было объявлено о выходе шоу на DVD. Дуэт просуществовал 8 лет (1992-2000 гг.), после чего Ли и Херринг начали выступать сольно. В 2002 году Ли И Херринга можно увидеть вместе в сериале Доктор Кто. Херринг играл роль Renchard, Ли Carey.
По окончания сотрудничества с Ли, Херринг написал и исполнил шоу Talking Cock, позже выпущенного в виде книги. Книга получила успех и была переведена на несколько европейских языков, в том числе и на русский.
В 2010 году шоу Christ on a Bike: The Second Coming получило сомнительные оценки критиков, и стало предметом протестов со стороны христиан в Глазго. За критику христианства во многих своих шоу, Херринга, как и Ли, обвиняли в богохульстве. 
Во время творческого кризиса, начал писать свой блог Warming Up, который ведет по сей день на своем официальном сайте. Некоторые из идей блога были использованы в шоу Someone Likes Yoghurt. Первые 6 месяцев его блога были опубликованы в книге Bye Bye Balham (2008). Вторая часть The Box Lady and Other Pesticles Go, (2012). Записи с блога были также позаимствованы для книги How Not To Grow Up (2010) и стэндап шоу What is Love, Anyway? (2011).
Херринг является автором и соавтором множества подкастов, выпускаемых BBC Radio. Большинство из них просуществовало не более 2-х лет Так же ведет два собственных подкаста Richard Herring’s Edinburgh Fringe Podcast и Richard Herring’s Leicester Square Theatre Podcast. Выступая в роли ведущего, он берет интервью у других комиков и публичных личностей.
В Richard Herring’s Leicester Square Theatre Podcast были такие гости, как: Тим Минчин, Стюарт Ли, Адам Бакстон, Дэвид Митчелл, Армандо Iannucci, Стивен Фрай, Рассел Бренд. В одном из выпусков Стивен Фрай рассказал, что пытался покончить жизнь самоубийством. Историю освещали в новостях, включая BBC и Sky News.

## DVD
| Название                             | Дата выхода     | Компания              |
| ------------------------------------ | --------------- | --------------------- |
| 12 подвигов Геркулесова вала         | 5 марта 2007    | Go Faster Stripe      |
| Кто-то любит йогурт                  | 16 мая 2007     | Go Faster Stripe      |
| Один в постели                       | 19 декабря 2007 | Go Faster Stripe      |
| Oh Fuck, I'm 40!                     | 9 декабря 2008  | Go Faster Stripe      |
| Сын директора                        | 11 февраля 2010 | Go Faster Stripe      |
| Усы Гитлера                          | 25 октября 2010 | PIAS/Go Faster Stripe |
| Христос на велике: Второе пришествие | 31 октября 2011 | Go Faster Stripe      |
| Что такое любовь, в конце концов?    | 9 августа 2012  | Go Faster Stripe      |
| Говорящий член: Второе пришествие    | август 2013     | Go Faster Stripe      |